# Dolenice
Dolenice (deutsch Tullnitz) ist eine Gemeinde in Südmähren (Tschechien). Er liegt 25 Kilometer östlich von Znaim und gehört zum Okres Znojmo (Bezirk Znaim). Der Ort wurde als ein Straßendorf angelegt.

## Geographie
Im Norden liegt Damnice (Damitz), im Westen Kašenec (Kaschnitzfeld), im Süden Břežany u Znojma (Frischau), im Osten Litobratřice (Leipertitz) und im Nordwesten Václavov.

## Geschichte

Kirche von Tullnitz, 1934

Die in Tullnitz gesprochene „ui“- Mundart (bairisch-österreichisch) mit ihren speziellen Bairischen Kennwörtern weist auf eine Besiedlung durch bayrische deutsche Stämme hin, wie sie nach 1050, aber vor allem im 12/13. Jahrhundert erfolgte. Die erste Nennung des Ortes ist in einer Stiftungsurkunde aus dem Jahre 1239. Der Ort gehörte in dieser Zeit zur Herrschaft Mißlitz und kam später zur Herrschaft des Klosters Bruck. Um 1530 wird der Ort als „Dolnitz“ erneut genannt und ab 1585 wird Tullnitz vom Nonnenkloster Maria Saal in Alt-Brünn verwaltet. Während des Dreißigjährigen Krieges wird der Ort völlig zerstört. Erst 1680 wird der Ort wieder aufgebaut. Im Jahre 1714 wird der Ort vom Nonnenkloster verkauft und sechs Jahre später das zerstörte Schloss neben dem Meierhof wieder aufgebaut. Bereits 1723 wird der Ort abermals verkauft und kommt um 1729 schlussendlich in den Besitz der Fürsten von Liechtenstein.
Während der Napoleonischen Kriege wird der Ort in den Jahren 1805 und 1809 von französischen Truppen besetzt, was der Gemeinde hohe Kosten verursachte. Zwischen 1816 und 1820 wird der Meierhof aufgelöst, zerteilt und verkauft, wodurch sich die Anzahl der Häuser im Ort erheblich steigert. Um 1870 erhält Tullnitz einen Anschluss für die Bahnlinien Brünn-Grusbach-Znaim. Eine Freiwillige Feuerwehr wurde im Jahr 1905 gegründet. Im Jahre 1908 wird die „Kaiser-Franz-Josef-Jubiläumsschule“ gebaut. Vorher waren die Kinder von Tullnitz in Irritz eingeschult. Der größte Teil der Einwohner lebte von der Landwirtschaft. Der in Südmähren seit Jahrhunderten gepflegte Weinbau spielte nur eine untergeordnete Rolle und so deckten die produzierten Mengen nur den Eigenbedarf.
Nach dem Ersten Weltkrieg kam der zuvor zu Österreich-Ungarn gehörende Ort, der 1910 zu 91 % von Deutschmährern bewohnt wurde, durch den Vertrag von Saint-Germain zur Tschechoslowakei. In der Zwischenkriegszeit kam es durch Neubesetzung von Beamtenposten und neuen Siedlern zu einem vermehrten Zuzug von Personen tschechischer Nationalität. 1923 wurde im Ort eine tschechische Minderheitenschule und ein tschechischer Kindergarten eröffnet. Daraufhin gründete der Südmährer-Bund einen deutschen Kindergarten und eine Tagesheimstätte. Beschwerden von tschechischer Seite erzwingen nach einigen Jahren deren Schließung. Nach dem Münchner Abkommen 1938 kam der Ort an das Deutsche Reich und wurde ein Teil des Reichsgaues Niederdonau.
Im Jahre 1940 wurde die Weinernte des Ortes durch Hagel vernichtet.
Nach dem Ende des Zweiten Weltkrieges, der 20 Opfer unter den Einwohnern von Tullnitz forderte, kam die Gemeinde am 8. Mai 1945 wieder zur Tschechoslowakei zurück. Die deutschen Bewohner wurden 1945 als Folge des Kriegs enteignet und größtenteils vertrieben.
Von den vertriebenen Ortsbewohnern bauten sich 195 in Deutschland und 80 in Österreich ein neues Leben auf.
Die Matriken des Ortes wurden ab 1635 bei Irritz geführt. Alle Geburts-, Trauungs- und Sterbematriken bis zum Jahre 1949 befinden sich im Landesarchiv Brünn.

## Wappen und Siegel
Das älteste Siegel stammte aus dem 17. Jahrhundert und zeigte als Siegelfigur eine Kuh. Auf einem späteren Siegel ist innerhalb der Umschrift "Gemein Sigil Darff Tollnitz 1757" ein Pflugeisen und ein Winzermesser abgebildet. Ab 1848 führte der Ort nur noch einen bildlosen Gemeindestempel, welcher zwischen 1920 und 1938 zweisprachig war.

## Bevölkerungsentwicklung
| Volkszählung | Einwohner gesamt | Volkszugehörigkeit der Einwohner | Volkszugehörigkeit der Einwohner | Volkszugehörigkeit der Einwohner |
| Jahr         | Einwohner gesamt | Deutsche                         | Tschechen                        | Andere                           |
| ------------ | ---------------- | -------------------------------- | -------------------------------- | -------------------------------- |
| 1880         | 458              | 399                              | 59                               | 0                                |
| 1890         | 364              | 309                              | 55                               | 0                                |
| 1900         | 360              | 309                              | 51                               | 0                                |
| 1910         | 393              | 357                              | 36                               | 0                                |
| 1921         | 440              | 348                              | 87                               | 5                                |
| 1930         | 388              | 285                              | 98                               | 5                                |

## Sehenswürdigkeiten

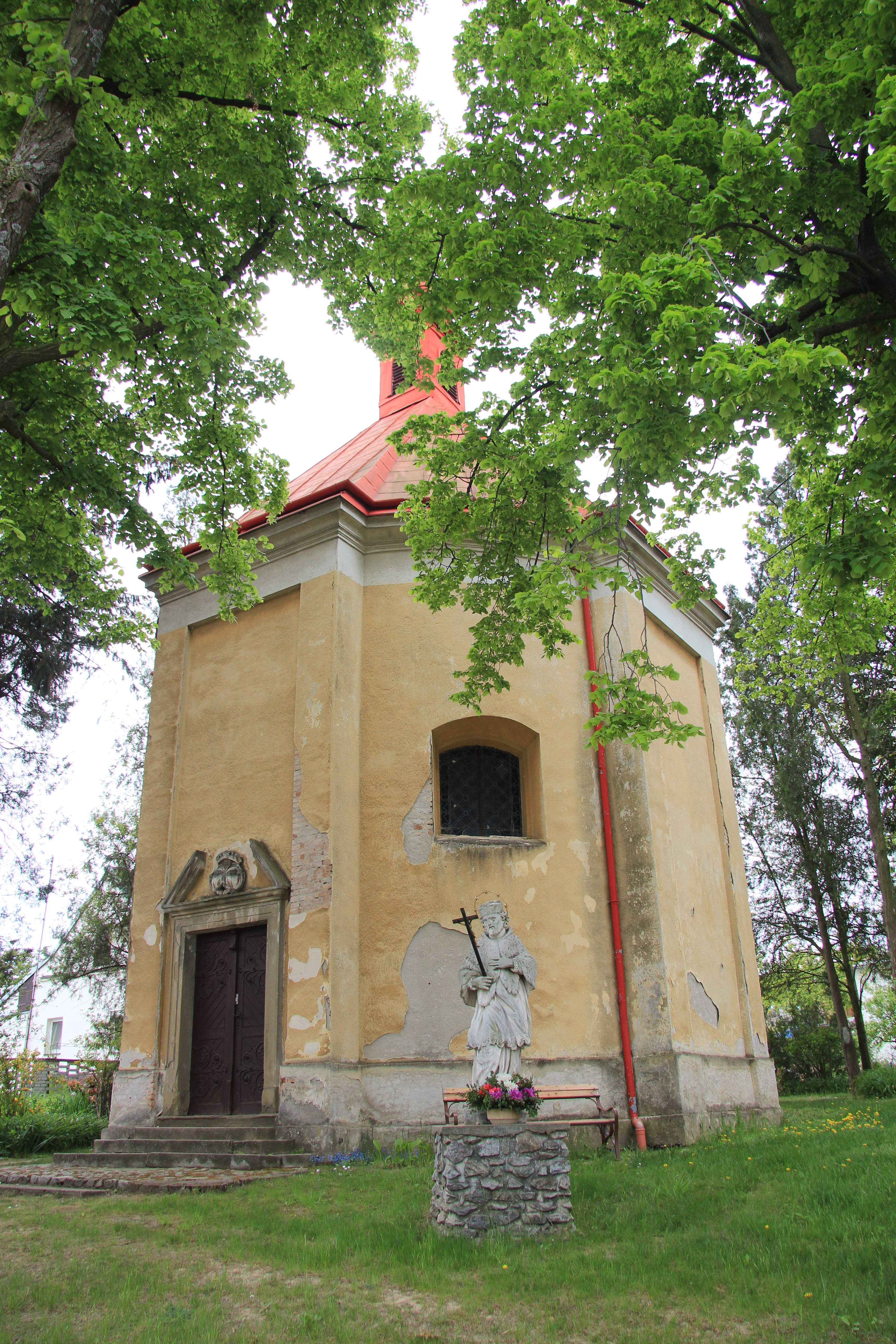
Kapelle mit hl. Nepomuk

- Kapelle zur Kreuzerhöhung, Altar aus dem 17. Jahrhundert, Schmerzhafte Mutter Gottes im Rokokostil (1775), in den Jahren 1787, 1823, 1856 und 1897 renoviert
- Statue des Hl. Johannes von Nepomuk (1883)
- Statue des Antoni (1734)
- Kapellenkreuz (1840)
- Eisernes Kreuz an der Damitzer Straße
- Mariensäule in der Flur[10]

## Brauchtum
Reiches Brauchtum prägte das Leben der 1945/46 vertriebenen, deutschen Ortsbewohner:
- Hochzeit feierte man entweder im Mai vor Beginn der Feldarbeiten oder Ende Oktober/Anfang November nach der Einbringung der Hackfruchternte. Brautleute und beider Eltern kamen zusammen, um über die Mitgift zu verhandeln. Die Hochzeit fand meist am Mittwoch um 10 Uhr statt. Die Gäste von auswärts kamen, die Pferde mit Bändern und Schellen behängt, mit schönen Fuhrwerken gefahren und wurden mit Glühwein und Kuchen bewirtet. Der Bräutigam zog dann mit seinen Verwandten unter Musikbegleitung zum Haus der Braut. Nach der Begrüßung mussten sich Bräutigam und Braut auf der Türschwelle niederknien und empfingen nach einer kurzen Ansprache den Segen des Vaters.
- Auf dem Heimweg von der Kirche wurde, wenn ein Ehepartner von auswärts war, von der Burschenschaft „vorgezogen“, d. h. ein mit Bändern geschmücktes Seil über den Weg gespannt, das junge Ehepaar durch den Altburschen begrüßt und beglückwünscht und ihm ein Glas Wein kredenzt. Das Seil wurde aber nicht eher hochgezogen, ehe der junge Ehemann etwas „springen ließ“. Beim Haus der Braut angekommen, fanden sie eine verschlossene Tür. Auf ihr Klopfen fragte eine Stimme von innen: „Wer ist draußen?“ Erst nachdem die junge Frau ihren nunmehrigen Familiennamen genannt hatte, wurde geöffnet. Dann wurden dem jungen Paar zwei hochgehaltene Töpfe dargereicht, einer mit Wasser, der andere mit Wein gefüllt. Erwischte die junge Frau den Topf mit Wein, war dies ein Zeichen, dass sie das Regiment im Hause führen werde, dass sie aber auch ein Glas Wein nicht verachte. Dann wurde der jungen Frau ein Laib Brot und dazu ein womöglich recht stumpfes Messer gereicht. Das Brot musste sie anschneiden. Dabei wurde aber genau darauf geachtet, ob sie auf dem Laib auch die drei Kreuze macht. Schließlich wurde ihr ein Besen gereicht, mit dem sie kehren musste.[11]